# Wiston Mosquera Moreno
Wiston Mosquera Moreno (ur. 17 marca 1967 w Andagoya) – kolumbijski duchowny katolicki, biskup Quibdó od 2024.

## Życiorys
Święcenia kapłańskie otrzymał 19 marca 2005 i został inkardynowany do archidiecezji Cali. Pracował przede wszystkim jako duszpasterz parafialny (od 2011 na terenie Cali), był także m.in. wikariuszem biskupim dla wschodniej części archidiecezji (2012–2017) oraz wikariuszem generalnym archidiecezji (od 2017).
5 lipca 2024 papież Franciszek mianował go ordynariuszem diecezji Quibdó.
14 września 2024 otrzymał święcenia biskupie, których mu udzielił arcybiskup Luis Fernando Rodríguez Velásquez. Ingres do Katedry św. Franciszka z Asyżu w Quibdo odbył się 5 października 2024. 